# Cristina Narbona

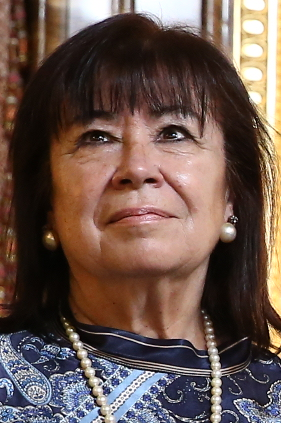
Cristina Narbona (März 2019)

María Cristina Narbona Ruiz (* 29. Juli 1951 in Madrid) ist eine spanische Politikerin, die derzeit Vorsitzende der Partido Socialista Obrero Español (PSOE) ist. Die Wirtschaftswissenschaftlerin ist derzeit Erste Vizepräsidentin des Senado, von April 2004 bis April 2008 war sie Umweltministerin in der Regierung von José Luis Rodríguez Zapatero.

## Werdegang
Narbona wuchs in Italien auf, wo sie in Rom Wirtschaftswissenschaft studierte. 1975 kehrte sie nach Spanien zurück und lehrte fortan an der Universität Sevilla. 1993 schloss sie sich der PSOE an, war aber bereits zuvor Wirtschaftsministerin in einer PSOE-geführten Regierung in Andalusien. Nach ihrem Parteieintritt wurde sie zur Staatssekretärin für Umwelt und Wohnungswesen ernannt. Bei den Parlamentswahlen von 1996 wurde sie in den Congreso de los Diputados gewählt. Im Jahr 1999 wurde sie Stadträtin von Madrid wurde im gleichen Jahr in den Landesvorstand der PSOE unter dem Vorsitz von José Luis Rodríguez Zapatero gewählt. Nach dem Sieg der Sozialisten bei den Parlamentswahlen 2004 und der folgenden Wahl von Rodríguez Zapatero zum Ministerpräsidenten wurde sie zur Umweltministerin ernannt. Nach den folgenden Wahlen 2008 wurde sie als Ministerin durch Elena Espinosa ersetzt und wechselte als Botschafterin Spaniens zur OECD.
Im Dezember 2012 gab Narbona ihr Abgeordnetenmandat ab, als sie die Leitung des Consejo de Seguridad Nuclear – des nationalen Rats für nukleare Sicherheit übernahm. Dieses Amt hatte sie bis 2017 inne. Im Juni selben Jahres wurde sie beim Bundeskongress der PSOE zur Parteivorsitzenden gewählt. In der Folge trat sie bei den Parlamentswahlen 2019 auf Listenplatz 1 für die PSOE an und wurde in den Senado gewählt. In der konstituierenden Sitzung am 21. Mai des Jahres wurde sie zur Ersten Vizepräsidentin der Parlamentskammer gewählt.